# ألعاب الفيديو في إيطاليا
في عام 2017, حقق سوق ألعاب الفيديو الإيطالي إيرادات بلغت 1.8 مليار يورو. وفي عام 2018, كان في إيطاليا 26.2 مليون لاعب. وفي عام 2020, وبسبب تفشي جائحة كورونا وفرض إجراءات التباعد الاجتماعي إلى ارتفاع كبير في مبيعات أجهزة الترفيه وألعاب الفيديو, في إيطاليا, مما أدى إلى إرتفاع مبيعات الألعاب في نسختها الرقمية ارتفاعاُ بنسبة 227% في إيطاليا.